# Симан, Филип
Филип Симан (англ. Philip Seeman, 8 февраля 1934 — 9 января 2021) — канадский нейрофармаколог, специалист по патофизиологии шизофрении, известный благодаря своим исследованиям дофаминовых рецепторов и открытию дофаминового рецептора D2, являющегося мишенью большинства антипсихотических лекарств.
- Филип родился в Виннипеге и вырос в Монреале, получив образование в школе Baron Byng High.
- Обучаясь в Университете Макгилла, он получил степени бакалавра, магистра, а в 1960 году — диплом доктора.
- После этого, Филип работал в Университете Рокфеллера под началом Джорджа Паладе, и в 1966 получил степень доктора философии.
- В 1966 году он проходил постдокторскую стажировку в Кембриджском Университете под руководством сэра Арнольда Берджена.
- В 1967 стал доцентом (Assistant Professor) в Департаменте Фармакологии Университета Торонто.
- С 1970 года — профессор, а с 1977 по 1978 — председатель департамента.

После десятилетнего изучения механизмов действия антипсихотических препаратов, в 1974 году Филип Симан открыл дофаминовый рецептор D2. После этого открытия, он продолжил исследования допаминовых рецепторов, став одним из наиболее цитируемых исследователей шизофрении.
В 1985 году Филип стал членом Канадского Королевского Общества. В 2001 году он был принят в Орден Канады «за исследования дофаминовых рецепторов и их роли в таких заболеваниях, как шизофрения, болезнь Паркинсона и болезнь Гентингтона».